# Commeaux
Commeaux é uma comuna francesa na região administrativa da Normandia, no departamento Orne. Estende-se por uma área de 6,29 km². Em 2010 a comuna tinha 159 habitantes (densidade: 25,3 hab./km²).